# Iareșkî, Andrușivka
Iareșkî (în ucraineană Ярешки) este un sat în comuna Brovkî-Perși din raionul Andrușivka, regiunea Jîtomîr, Ucraina.

## Demografie
Componența lingvistică a localității Iareșkî
     Ucraineană (98,45%)
     Rusă (1,16%)
     Alte limbi (0,19%)
Conform recensământului din 2001, majoritatea populației localității Iareșkî era vorbitoare de ucraineană (98,45%), existând în minoritate și vorbitori de rusă (1,16%).